# Tandai
Le terme tandai (探題) désigne toute fonction gouvernementale judiciaire ou militaire importante dans une zone déterminée durant les époques Kamakura et Muromachi du Japon. Durant le shogunat de Kamakura, les exemples de tandai dans l'est du pays sont les shikken et les rensho, dans l'ouest et le Kyūshū les rokuhara tandai et les chinzei-bugyō, aussi appelés chinzei-tandai.
Le tandai désigne aussi bien les deux quartiers généraux du bakufu que le titre des officiers qui y sont stationnés (ce titre correspond à peu près à celui de gouverneur général). Le premier de ces quartiers est installé à Kyōto en 1221 (rokuhara tandai), le second en 1293 dans Kyūshū (chinzei tandai).

### Sources
- Iwanami, Kōjien (広辞苑?), dictionnaire japonais, 5e édition, 2000, version CD.